# 諾蘭縣
諾蘭縣（英語：Nolan County）位美國德克薩斯州中西部的一個縣。面積2,367平方公里。根据美國2000年人口普查，共有人口15,802人。縣治斯威特沃特（Sweetwater）。
成立於1876年8月21日，縣政府成立於1881年1月10日。縣名紀念對墨西哥進行「非法侵略」的菲利浦·諾蘭。